# Александер Фридрих Георг фон дер Шуленбург
Александер Фридрих Георг фон дер Шуленбург (на немски: Alexander Friedrich Georg, Graf von der Schulenburg) е граф от род фон дер Шуленбург от клон „Бялата линия“ и пруски министър.

## Биография
Роден е на 21 февруари 1745 година в Бодендорф, част от Халденслебен. Той е единствен син на пруския хауптман фрайхер Фридрих Вилхелм II фон дер Шуленбург (1699 – 1764) и съпругата му генералската дъщеря Катарина Кристина фон Клинцковстрьом (1725 – 1801). Внук е на фрайхер генерал-лейтенант Александер IV фон дер Шуленбург (1662 – 1733) и София Шарлота Анна фон Мелвиле (1670 – 1724).
Шуленбург следва от 1762 до 1764 г. в университета във Франкфурт на Одер и след това е дворцов кавалер от 1765 до 1767 г. при принц Хайнрих Пруски. През 1769 г. той е депутат на окръг Нидербарним, от 1776 г. също съветник и директор на застрахователната организацията за пожарите и на издръжката на вдовиците. От 1773 г. е военен съветник в Курмарк. През 1777 г. той е в Главната рицарска дирекция, а от 1784 е генералдиректор на общия пожарен социетет. Крал Фридрих Вилхелм II го издига за службата му през 1786 г. на пруски граф. Едновременно той е като министър при генералната дирекция в провинциите Магдебург и Халберщат. От 1787 г. той също е администратор при кредитната организация в Кур- и Ноймарк. Заради конфликти с някои кабинетски колеги той се застрелва с пистолет в главата на 16 май 1790 година на 45-годишна възраст.
Шуленбург е наследствен господар в частта Алтенхаузен (до 1775), Блумберг в Аренсфелде, Хабигхорст и Фойершютцбостел.

## Фамилия
Александер Фридрих Георг фон дер Шуленбург се жени през 1772 г. за графиня Елизабет Амалия Шарлота Финк фон Финкенщайн (1749 – 1813), дъщеря на граф и пруски министър Карл Вилхелм Финк фон Финкенщайн (1714 – 1800) и генералската дъщеря графиня София Хенриета Сузана Финк фон Финкенщайн (1723 – 1762). Те имат един син:
- Кристиан Александер Албрехт Карл фон дер Шуленбург (* 25 октомври 1773; † 1850), женен за Хенриета Августа фон Циглер-Клипхаузен (* 4 май 1780; † 1855).